# Klein-Ulrichschlag
Klein-Ulrichschlag ist eine Ortschaft der Gemeinde Irnfritz-Messern mit 91 Einwohnern im Bezirk Horn in Niederösterreich. Sie bildet die (fast) gleichnamige Katastralgemeinde Kleinullrichschlag.

## Geografie
Klein-Ulrichschlag liegt im Waldviertel in Niederösterreich. Die Fläche beträgt 520,68 ha, davon 3,74 ha bebaute Fläche.

## Wirtschaft
In Klein-Ulrichschlag ist die Landwirtschaft vorherrschend. Die gesamte Ackerfläche ist kommassiert. Ungefähr 20 % der Bevölkerung sind in der Landwirtschaft tätig. 37 % sind unselbständig erwerbstätig und müssen ausnahmslos auspendeln. Der Anteil der Pensionisten beträgt ca. 30 %, jener der Kinder und Schüler 13 %.

## Geschichte
Seit wann Klein-Ulrichschlag bzw. seine unmittelbare Umgebung bewohnt ist, ist nicht genau bekannt, jedoch deuten alte Flurnamen, zum Beispiel der südöstlich des Ortes befindliche "Blößberg" genannte Wald, auf eine frühe Besiedelung hin. In dessen Mitte erhebt sich der 575 m hohe ebenfalls bewaldete Schlossberg mit einer altbekannten Hausberganlage (Durchmesser circa 60 Meter). Die Grabensohle ist 3 bis 4 Meter breit, der äußere Grabenrand 2 bis 4 Meter hoch. Das Burgplateau misst 33 × 26 m und erhebt sich knapp 4 Meter über die Grabensohle. Bei einer im Jahr 1976 durchgeführten Grabung wurden eine Anzahl keramischer Reste aus dem 12. und 13. Jahrhundert gefunden. Weiters wurden einige kindskopfgroße Kalkmörtelreste gefunden, die auf Mauereinbauten schließen lassen. Dem Typus nach handelt es sich um eine frühe, nicht gegliederte Anlage, wie sie im Waldviertel Ende des 11. Jahrhunderts angelegt wurden. Nach der Burg am Blößberg nennt sich ein ritterliches Geschlecht (circa 1190 de Pleszperge) bis ins 14. Jahrhundert (1327 de Plezperig).
In der Flur "Kreuzluß" nordwestlich von Klein-Ulrichschlag befindet sich eine Ortswüstung (aufgegebenes Dorf), die vom 12. bis 15. oder 16. Jahrhundert bestanden haben dürfte. Bei einer Begehung wurden 726 Stück (5,5 kg) Keramik gefunden. 17 % davon sind hochmittelalterliche, 65 % spätmittelalterliche und 18 % oxydierend gebrannte, meist innen glasierte Scherben.
Der Ort Klein-Ulrichschlag ist eine Gründung der Herren von Pernegg, namentlich Ulrich I. († 1145) und Ulrich II. († 1179).
Erstmals urkundlich erwähnt wurde Klein-Ulrichschlag (Vlrichslag, ecclesia) in einem Dokument Herzog Friedrichs II vom 12. Juli 1242.
Laut Adressbuch von Österreich waren im Jahr 1938 in der Ortsgemeinde Klein-Ulrichschlag ein Gastwirt mit Gemischtwarenhandlung, ein Schmied, ein Viktualienhändler und einige Landwirte ansässig. Etwas außerhalb des Ortes bestand eine Ziegelei.